# Bühnenorchester der Wiener Staatsoper
Das Bühnenorchester der Wiener Staatsoper ist ein österreichisches Orchester mit über 150-jähriger Geschichte.

## Geschichte
Das Bühnenorchester der Wiener Staatsoper wurde im Jahre 1854 als Bühnenmusik des Kärntnertor-Theaters mit eigenem Bühnenkapellmeister gegründet. Seit damals erlebte es als Folge des kriegsbedingten Standortwechsels der Institution („Staatsoper in der Volksoper“, „Staatsoper im Theater an der Wien“ etc.) mehrere Umstrukturierungen. Bevor das Bühnenorchester im Rahmen der Ausgliederung der Bundestheater im Jahr 1999 der Wiener Staatsoper unterstellt wurde, war es von 1972 bis 1999 das „Bühnenorchester der Österreichischen Bundestheater“.
Von Herbst 2014 bis Herbst 2019 war Witolf Werner der Leiter des Bühnenorchesters.
Mit Beginn der Spielzeit 2019/2020 hat Markus Henn diese Position inne.

## Aufgaben und Tätigkeiten
Das Bespielen der Bühnenmusiken auf und hinter der Szene im Repertoire der Wiener Staatsoper und der Volksoper Wien ist die Hauptaufgabe des Orchesters. Seit 1999 fungiert das Bühnenorchester der Wiener Staatsoper auch als „Hauptorchester“ der Kinderoper, welche vom damaligen Direktor Ioan Holender gegründet wurde. Die Spielstätte war damals das A1-Kinderopernzelt auf dem Dach der Wiener Staatsoper. Ab der Saison 2015/2016 bis zum Beginn der Direktion Roščić (2020–21) fanden die Kinderopern-Aufführungen auf der Agrana-Studiobühne in der Walfischgasse statt. Danach wurden höchst erfolgreich 2 sogenannte „Wander-Opern“ im Haus am Ring gespielt, wo das Bühnenorchester ebenfalls die Musiker und Musikerinnen stellte.
Im Dezember 2024 schließlich eröffnete auf Betreiben von Direktor Bogdan Roščić und mit Unterstützung der Haselsteiner Privatstiftung im rechten Flügel des Künstlerhauses, in direkter Nachbarschaft zum Wiener Musikverein, das NEST, die Neue Staatsoper. Dort ist das Bühnenorchester nun das Hauptorchester und mit den unterschiedlichsten Aufgaben betraut.
Eine weitere wichtige und wesentliche Aufgabe des Bühnenorchesters ist außerdem das Mitwirken bei Vorstellungen im Orchester der Wiener Staatsoper.
Aus diesem Grunde setzt sich die Jury bei Probespielen für das Bühnenorchester seit 2001 zu 51 % aus Mitgliedern des Wiener Staatsopernorchesters (zu einem Gutteil also die Wiener Philharmoniker) und zu 49 % aus Mitgliedern des Bühnenorchesters zusammen.
Diese enge Verbundenheit wird auch dadurch dokumentiert, dass bis zum heutigen Tage mehr als 25 Musiker des Bühnenorchesters (nach neuerlichem Probespiel) im Orchester der Wiener Staatsoper (Wiener Philharmoniker) engagiert wurden. Teilweise auf allerwichtigsten Positionen wie Solo-Klarinette (Gregor Hinterreiter), Solo-Pauke (Anton Mittermayr), Solo-Trompete (Martin Mühlfellner), 2. Flöte/Piccolo (Wolfgang Breinschmid) und viele weitere.
In den 80er Jahren vertrat das Bühnenorchester der Wiener Staatsoper die Staatsoper beim Festival Wien Modern mit zeitgenössischen Opernproduktionen wie Weiße Rose von Udo Zimmermann und Jakob Lenz von Wolfgang Rihm. Noch auf Wunsch des wenig später verstorbenen Herbert von Karajan spielte das Bühnenorchester von 1988 bis 1998 auch die Bühnenmusiken der Opernproduktionen der Salzburger Festspiele. Weiteren Produktionen außerhalb des Stammhauses folgte in der jüngeren Vergangenheit im Jahr 2010 ein Engagement des Bühnenorchesters bei den Opernproduktionen Lulu und Wozzeck im Theater an der Wien im Rahmen der Wiener Festwochen.

## Besetzung
1 Harfe, 3 Flöten, 2 Oboen, 2 Klarinetten, 2 Fagotte, 3 Hörner, 4 Trompeten, 3 Posaunen, 1 Tuba, 4 Schlagwerker, 5 Violinen, 2 Bratschen, 2 Celli und 2 Bässe.

## Auszeichnungen
- Österreichischer Musiktheaterpreis 2019 in der Kategorie Bestes Orchester[3]